# ۳۰۸ (قمری)
۳۰۸ (قمری)، سیصد و هشتمین سال در گاهشماری هجری قمری است. اول محرم این سال برابر با بیست و هشتم مه سال ۹۲۰ میلادی است.